# Acariformes
Els Acariformes són un dels dos superordres dels àcars. Se n'han descrit unes 32.000 espècies i estan distribuïts entre 351 famílies. S'estima que n'hi ha entre 440.000 i 929.000 espècies.

## Sistemàtica i taxonomia
Els acariformes es poden dividir en dos clades principals - Sarcoptiformes i Trombidiformes.

## Alguns exemples
Sarcoptiformes
- Àcar del formatge
- Epidermoptidae
- Gastronyssidae
- Sarcoptes scabiei

Trombidiformes
- Demodex mite

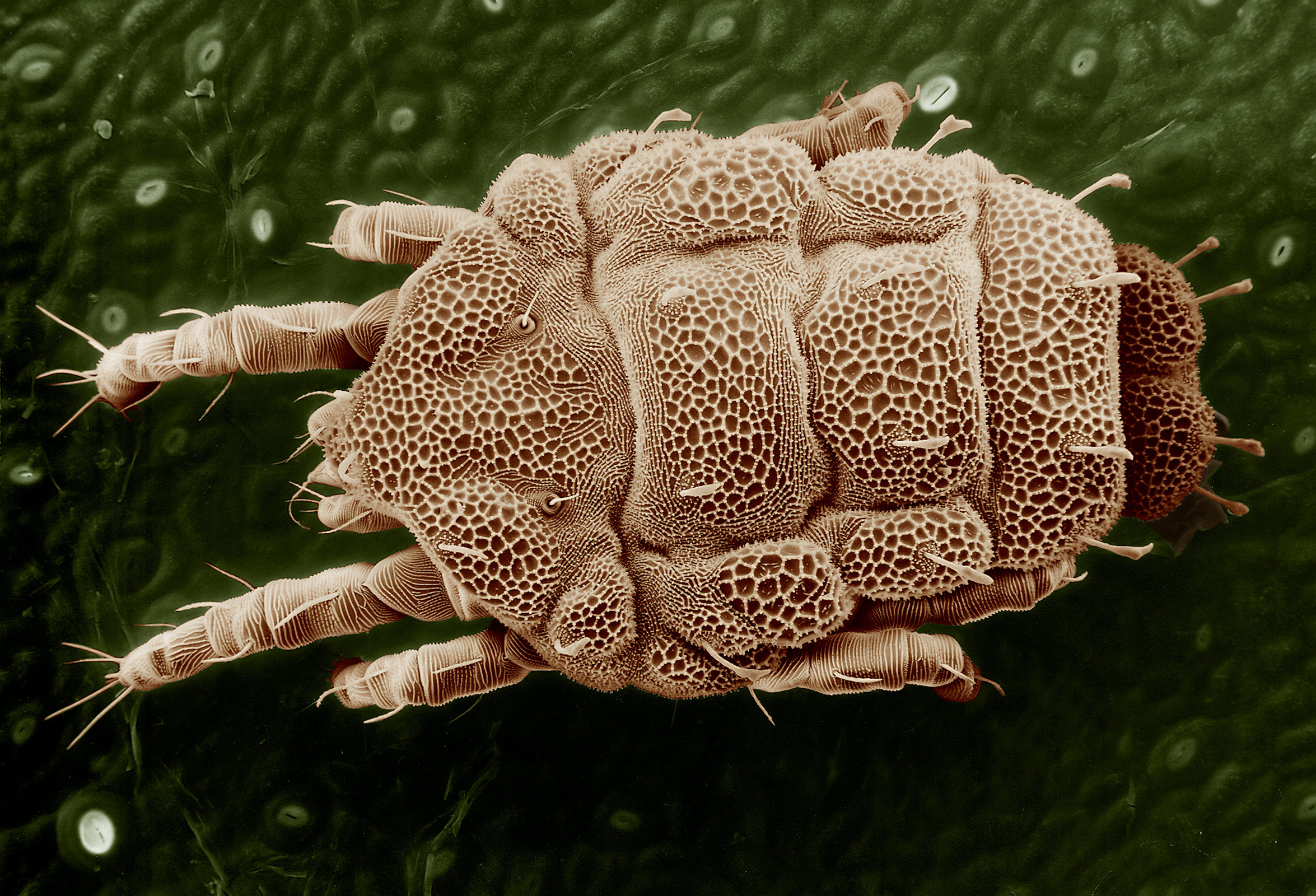
Lorryia formosa (Trombidiformes: Tydeidae)

- Eriophyidae, paràsits de plantes com Acalitus essigi
- Erythraeidae
- Labidostommatidae
- Polydiscia deuterosminthurus
- Smarididae
- Tetranychus urticae (aranya roja)
- Tarsonemidae com el paràsit de les plantes Acarapis woodi
- Tydeidae